# Haja Raszid Al Chalifa
Haja Raszid Al Chalifa, arab.  هيا راشد آل خليفة  (ur. 18 października 1952), dyplomatka Bahrajnu, wybrana na przewodniczącą 61. sesji zwykłej Zgromadzenia Ogólnego ONZ (początek obrad 12 września 2006).
Była jedną z dwóch pierwszych kobiet-prawników w Bahrajnie, do palestry została przyjęta w 1979. Rzeczniczka praw kobiet w Bahrajnie, założyła swoją własną firmę prawniczą, pełniła także funkcję doradcy prawnego dworu królewskiego. W latach 1997–1999 była wiceprzewodniczącą Międzynarodowego Stowarzyszenia Adwokatów. W latach 2000–2004 pełniła funkcję ambasadora we Francji i jednocześnie przedstawiciela Bahrajnu przy UNESCO.
W czerwcu 2006 została wybrana na przewodniczącą 61. sesji zwykłej Zgromadzenia Ogólnego ONZ. Jest trzecią kobietą na tym stanowisku, a pierwszą kobietą pochodzącą z krajów arabskich. Poprzedniej sesji zwykłej przewodniczył dyplomata szwedzki Jan Eliasson.